# Klaudia Kardasz
Klaudia Kardasz (ur. 2 maja 1996 w Białymstoku) – polska lekkoatletka specjalizująca się w pchnięciu kulą.

## Kariera sportowa
Srebrna medalistka młodzieżowych mistrzostw Europy 2017.
Piąta zawodniczka mistrzostw świata juniorów młodszych (2013) i mistrzostw świata juniorów (2014).
Złota medalistka mistrzostw Polski seniorów (2016, 2022 i 2023). Medalistka halowych mistrzostw Polski: ma w dorobku cztery złote (Toruń 2019, Toruń 2021, Toruń 2023 i Toruń 2024), trzy srebrne (Toruń 2016, Toruń 2022 i Toruń 2025) oraz dwa brązowe medale (Toruń 2015 i Toruń 2017). Wielokrotna medalistka mistrzostw Polski (w hali i na stadionie) w kategoriach juniorki i juniorki młodszej. Młodzieżowa mistrzyni Polski (2016).

## Rekordy życiowe
- kula o wadze 3 kilogramów – 17,12 (9 czerwca 2013, Słubice), rekord Polski juniorek młodszych;
- kula o wadze 4 kilogramów na stadionie – 18,52 (27 czerwca 2024, Bydgoszcz) 6. wynik w historii polskiej lekkoatletyki na stadionie;
- kula o wadze 4 kilogramów w hali – 18,63 (1 marca 2019, Glasgow) 6. wynik w historii polskiej lekkoatletyki, 4. wynik w historii polskiej lekkoatletyki w hali. 22 lutego 2015 w Toruniu ustanowiła aktualny halowy rekord Polski juniorek (16,51).

## Osiągnięcia
| Rok  | Impreza                                 | Miejsce    | Pozycja              | Wynik             |
| ---- | --------------------------------------- | ---------- | -------------------- | ----------------- |
| 2013 | Mistrzostwa świata juniorów młodszych   | Donieck    | 5. miejsce           | 16,98 (kula 3 kg) |
| 2014 | Mistrzostwa świata juniorów             | Eugene     | 5. miejsce           | 16,29             |
| 2015 | Zimowy puchar Europy w rzutach          | Leiria     | 6. miejsce (U-23)    | 15,55             |
| 2015 | Mistrzostwa Europy juniorów             | Eskilstuna | 4. miejsce           | 16,80             |
| 2017 | Młodzieżowe mistrzostwa Europy          | Bydgoszcz  | 2. miejsce           | 17,67             |
| 2017 | Mistrzostwa świata                      | Londyn     | el. – 17. miejsce    | 17,52             |
| 2017 | Uniwersjada                             | Tajpej     | 2. miejsce           | 17,90             |
| 2018 | Puchar Europy w rzutach                 | Leiria     | 2. miejsce (grupa B) | 16,83             |
| 2018 | Mistrzostwa Europy                      | Berlin     | 4. miejsce           | 18,48             |
| 2019 | Halowe mistrzostwa Europy               | Glasgow    | 5. miejsce           | 18,23             |
| 2019 | Puchar Europy w rzutach                 | Šamorín    | 5. miejsce           | 17,45             |
| 2019 | Uniwersjada                             | Neapol     | 3. miejsce           | 17,65             |
| 2019 | Mistrzostwa świata                      | Doha       | el. – 15. miejsce    | 17,79             |
| 2019 | Światowe wojskowe igrzyska sportowe     | Wuhan      | 5. miejsce           | 16,68             |
| 2021 | Halowe mistrzostwa Europy               | Toruń      | el. – 12. miejsce    | 17,81             |
| 2021 | Puchar Europy w rzutach                 | Split      | 4. miejsce           | 17,81             |
| 2021 | Superliga drużynowych mistrzostw Europy | Chorzów    | 3. miejsce           | 18,17             |
| 2021 | Igrzyska olimpijskie                    | Tokio      | el. – 18. miejsce    | 17,76             |
| 2022 | Mistrzostwa Europy                      | Monachium  | el. – 14. miejsce    | 17,27             |
| 2023 | I dywizja drużynowych mistrzostw Europy | Chorzów    | 5. miejsce           | 17,12             |
| 2023 | Mistrzostwa świata                      | Budapeszt  | el. – 24. miejsce    | 17,27             |
| 2024 | Mistrzostwa Europy                      | Rzym       | 10. miejsce          | 17,66             |
| 2024 | Igrzyska olimpijskie                    | Paryż      | el. – 19. miejsce    | 17,45             |
| 2025 | I dywizja drużynowych mistrzostw Europy | Madryt     | 10. miejsce          | 16,67             |